# 剑桥商务英语证书
剑桥商务英语证书（英語：Cambridge Business English Certificate），简称BEC考试，是英国剑桥大学考试委员会专门为非英语母语国家的人员进行国际商务活动的需要而设计的。它根据商务工作的实际需要，对考生在商务和一般生活环境下使用英语的听、说、读、写四个方面进行全面考核，对成绩及格者提供由英国剑桥大学考试委员会颁发的标准统一的成绩证书。

## 外部連結
- （简体中文） （页面存档备份，存于）
- （繁體中文） （页面存档备份，存于）
- （英文）Cambridge English Qualifications Business （页面存档备份，存于）